# مامباي كوليبالي
مامباي كوليبالي (بالفرنسية: Mambaye Coulibaly)‏ (2 مايو 1957 - 7 فبراير 2015) كان مخرج أفلام مالي، وكان رائد الرسوم المتحركة في السينما الأفريقية.

## مسارُه وحياته
وُلد مامباي كوليبالي في 2 مايو 1957 في كايس في مالي. بعد دراسته القانون، التحق بعالم السينما سنة 1987. أخرج مامباي أول فيلم رسوم مُتحركة قصير له بعُنوان «بادرة سيغو!» (بالفرنسية: La Geste de Ségou!)‏ (1989)، هذا الفيلم كتب كوليبالي موسيقاه أيضا، وهُو فيلم رسوم متحركة قصير مُستوحى من الأحداث التاريخية في إمبراطورية بامبارا في سيغو. صمم الكاتب المسرحي الإيفواري ويريوير ليكينج الدمى المُستخدمى في الفيلم.
في عام 1996، بدأ كوليبالي العمل على مشروع فيلم رسوم متحركة طويل يحمل عُنوان «قُوة سيغو» (بالفرنسية: Le Pouvoir de Ségou)‏، وهو مشروع أعيد إطلاقه في عام 2009 كجزء من مشروع (بالفرنسية: Euromédiatoon)‏. لكن مرضه الذي طال أمده حال دون اكتمال مشروع الفيلم. تُوفي كوليبالي في 7 فبراير 2015 في مسقط رأسه كايس.

## أفلام
- «بادرة سيغو!» (بالفرنسية: La Geste de Ségou!)‏ وقد صدر سنة 1989.

## روابط خارجية
مامباي كوليبالي على موقع IMDb (الإنجليزية)
- مامباي كوليبالي على موقع ألو سيني (الفرنسية)
- مامباي كوليبالي على موقع كينوبويسك (الروسية)